# Kramolín (Vysočina)
Kramolín é uma comuna checa localizada na região de Vysočina, distrito de Třebíč.